# Xã Pineville South, Quận McDonald, Missouri
Xã Pineville South (tiếng Anh: Pineville South Township) là một xã thuộc quận McDonald, tiểu bang Missouri, Hoa Kỳ. Năm 2010, dân số của xã này là 1.191 người.